# Округлолисна росуља
Округлолисна росуља (лат. Drosera rotundifolia) је врста росуља која насељава мочваре и тресетишта. Као најраспрострањенија росуља, има циркумбореално распрострањење, насељавајући целу северну Европу, Сибир, велики део Северне Америке, обе Кореје, Јапан и Нову Гвинеју.

## Опис
Листови округлолисне росуље распоређени су у основној розети. На крају уских и длакавих лисних дршки дужине од 1.3 до 5 cm налазе се лиске дужине од 4 до 10 mm. Лице је густо прекривено црвеним жлезданим длачицама које луче лепљиву слуз.
Типична биљка има пречник од око 3 до 5 центиметара, са цвасти високом од 5 до 25 центиметара. Цветови расту на једној страни танке дршке која расте из средишта лисне розете. Ружичасто-бели цветови са по пет латица производе светлосмеђе зашиљено семе дужине од 1 до 1,5 mm.
Drosera rotundifolia зими ствара хибернакулум ради преживљавања хладноће. Хибернакулум је чврсти пупољак са снажно увијеним листовима.

## Исхрана
Биљка се храни инсектима, које привлачи преламање капљица слузи која прекрива листове. Развила је овакво месоједно понашање због мало хранљивих материја на свом станишту. Биљка користи ензиме да би сварила инсекте, који се залепе за длачице, и извукла амонијак (из протеина), као и друге хранљиве материје. Амонијак замењује азот који друге биљке узимају из земље, и росуље које живе на земљи богатој кисеоником, мало се ослањају на азот из ухваћених инсеката.
Раније се сматрало да инсекте привлачи јарка црвена боја, али истраживања у којима су коришћене вештачке клопке показују да боја не утиче на привлачење плена.

## Распрострањење
У Северној Америци, округлолисна росуља насељава све делове Канаде осим Канадске прерије и тундре, јужну Аљаску, пацифички северозапад и преко Апалачких планина јужно до Џорџије и Луизијане.
Насељава већи део Европе, укључујући Британска острва, већи део Француске, земље Бенелукса, Немачку, Данску, Швајцарску, Чешку, Пољску, Белорусију, Балтичке земље, Шведску, Финску, као и северне делове Португалије, Шпаније и Румуније, планинске делове Бугарске и Исланда и јужне делове Норвешке и Гренланда. Ретка је у Аустрији и Мађарској, и неке популације су расуте на Балканском полуострву и Италији.
У Азији насељава Сибир и Јапан, као и делове Турске, Закавказје, Камчатку и јужне делове Кореје. Може се наћи и на Новој Гвинеји.

## Станиште
Округлолисна росуља расте на отвореним и осунчаним влажним стаништима, као што су мочваре и тресетишта. Такође настањује и влажне шуме и пешчаре.

## Степен заштите у Србији
Округлолисна росуља је као природна реткост у Србији заштићена Законом (Службени гласник Републике Србије број 66/91, 83/92 и 50/93). У Србији расте на Власинском језеру, подножју водопада Копрен на Старој планини, Млачишту и Павличини у Црној Трави.

## Медицинска својства
Према Дитриху Пејперу, биљни екстракт округлолисне росуље је показао велику делотворност против запаљења и грчева, као резултат флавоноида, као што су хиперозид, кверцетин и изокверцетин, али не и нафтохинона присутних у екстракту. Сматра се да флавоноиди утичу на М3 мускаринске ацетилхолинске рецепторе у глатким мишићима, спречавајући грчеве. Показало се да елагинска киселина у екстракту има противангиогенетско дејство.

## Галерија
- Drosera rotundifolia окружена белом маховином
- Округлолисна росуља у црвеној маховини
- На трулом деблу у Орегону
- Детаљи листа
- На необичној подлози, Национални парк Грос Морн, Њуфаундленд и Лабрадор
- D. rotundifolia на тресетишту у Минесоти
- Детаљи листа
- Drosera rotundifolia са инсектом
- Drosera rotundifolia са тресетишта у Литванији
- Drosera rotundifolia на Старој планини
- Drosera rotundifolia на Старој планини
- Drosera rotundifolia на планини Дукат у југоисточној Србији
- Drosera rotundifolia на планини Дукат у југоисточној Србији
- Drosera rotundifolia у плоду
- Drosera rotundifolia на планини Дукат у југоисточној Србији
- Drosera rotundifolia на планини Дукат у југоисточној Србији
- Drosera rotundifolia
- Drosera rotundifolia
- Станиште Drosera rotundifolia